# Alexander Peya
Alexander Peya (ur. 27 czerwca 1980 w Wiedniu) – austriacki tenisista, zwycięzca Wimbledonu 2018 w grze mieszanej, reprezentant w Pucharze Davisa, olimpijczyk z Londynu (2012) i Rio de Janeiro (2016).

## Kariera tenisowa
W gronie profesjonalistów od 1998 roku.
Występując jako zawodowiec, Peya wygrał 5 turniejów rangi ATP Challenger Tour w grze pojedynczej.
W grze podwójnej Austriak wygrał 17 turniejów rangi ATP World Tour. Ponadto Peya grał w dalszych 29 deblowych finałach zawodów ATP World Tour, w których został pokonany, w tym w finale US Open 2013.
W grze mieszanej w 2015 roku doszedł razem z Tímeą Babos do finału Wimbledonu. Mecz o zwycięstwo w turnieju przegrali 1:6, 1:6 z parą Martina Hingis–Leander Paes. W 2018 wspólnie z Nicole Melichar wygrał ten turniej, po finale z Wiktoryją Azaranką i Jamiem Murrayem zakończonym wynikiem 7:6(1), 6:3.
Peya 2 razy zagrał w konkurencji gry podwójnej igrzysk olimpijskich, w Londynie (2012) i Rio de Janeiro (2016). Z turnieju w Londynie odpadł w 2 rundzie, natomiast w Rio de Janeiro awansował do ćwierćfinału.
Od roku 1999 jest reprezentantem Austrii w Pucharze Davisa. Do końca czerwca 2016 rozegrał dla zespołu 27 spotkań, wygrywając 11 pojedynków (4 w singlu i 7 w deblu) oraz przegrywając w 16 meczach (6 w singlu i 10 w deblu).
Najwyżej w rankingu ATP singlistów zajmował 92. miejsce (30 kwietnia 2007), a w rankingu deblistów 3. miejsce (12 sierpnia 2013).

### Finały w turniejach ATP World Tour
| Legenda                                      |
| -------------------------------------------- |
| Wielki Szlem                                 |
| Igrzyska olimpijskie                         |
| Tennis Masters Cup / ATP Finals              |
| ATP Masters Series / ATP Tour Masters 1000   |
| ATP International Series Gold / ATP Tour 500 |
| ATP International Series / ATP Tour 250      |

#### Gra mieszana (1–1)
| Końcowy wynik | Nr | Data          | Turniej           | Nawierzchnia | Partnerka       | Przeciwnicy                     | Wynik finału |
| ------------- | -- | ------------- | ----------------- | ------------ | --------------- | ------------------------------- | ------------ |
| Finalista     | 1. | 12 lipca 2015 | Wimbledon, Londyn | Trawiasta    | Tímea Babos     | Martina Hingis Leander Paes     | 1:6, 1:6     |
| Zwycięzca     | 1. | 15 lipca 2018 | Wimbledon, Londyn | Trawiasta    | Nicole Melichar | Wiktoryja Azaranka Jamie Murray | 7:6(1), 6:3  |

#### Gra podwójna (17–29)
| Końcowy wynik | Nr  | Data                 | Turniej            | Nawierzchnia   | Partner            | Przeciwnicy                          | Wynik finału          |
| ------------- | --- | -------------------- | ------------------ | -------------- | ------------------ | ------------------------------------ | --------------------- |
| Finalista     | 1.  | 27 lipca 2003        | Kitzbühel          | Ceglana        | Jürgen Melzer      | Martin Damm Cyril Suk                | 4:6, 4:6              |
| Finalista     | 2.  | 7 maja 2006          | Monachium          | Ceglana        | Björn Phau         | Andrei Pavel Alexander Waske         | 4:6, 2:6              |
| Finalista     | 3.  | 12 października 2008 | Wiedeń             | Twarda (hala)  | Philipp Petzschner | Maks Mirny Andy Ram                  | 1:6, 5:7              |
| Finalista     | 4.  | 27 lutego 2011       | Delray Beach       | Twarda         | Christopher Kas    | Rajeev Ram Scott Lipsky              | 6:4, 4:6, 3–10        |
| Finalista     | 5.  | 1 maja 2011          | Belgrad            | Ceglana        | Oliver Marach      | František Čermák Filip Polášek       | 5:7, 2:6              |
| Zwycięzca     | 1.  | 24 lipca 2011        | Hamburg            | Ceglana        | Oliver Marach      | František Čermák Filip Polášek       | 6:4, 6:1              |
| Finalista     | 6.  | 31 lipca 2011        | Gstaad             | Ceglana        | Christopher Kas    | František Čermák Filip Polášek       | 3:6, 6:7(7)           |
| Finalista     | 7.  | 27 sierpnia 2011     | Winston-Salem      | Twarda         | Christopher Kas    | Jonatan Erlich Andy Ram              | 6:7(2), 4:6           |
| Zwycięzca     | 2.  | 14 stycznia 2012     | Auckland           | Twarda         | Oliver Marach      | František Čermák Filip Polášek       | 6:3, 6:2              |
| Finalista     | 8.  | 15 lipca 2012        | Båstad             | Ceglana        | Bruno Soares       | Robert Lindstedt Horia Tecău         | 3:6, 6:7(5)           |
| Zwycięzca     | 3.  | 30 września 2012     | Kuala Lumpur       | Twarda (hala)  | Bruno Soares       | Colin Fleming Ross Hutchins          | 5:7, 7:5, 10–7        |
| Zwycięzca     | 4.  | 7 października 2012  | Tokio              | Twarda         | Bruno Soares       | Leander Paes Radek Štěpánek          | 6:3, 7:6(5)           |
| Zwycięzca     | 5.  | 27 października 2012 | Walencja           | Twarda (hala)  | Bruno Soares       | David Marrero Fernando Verdasco      | 6:3, 6:2              |
| Zwycięzca     | 6.  | 17 lutego 2013       | São Paulo          | Ceglana (hala) | Bruno Soares       | František Čermák Michal Mertiňák     | 6:7(5), 6:2, 10–7     |
| Zwycięzca     | 7.  | 28 kwietnia 2013     | Barcelona          | Ceglana        | Bruno Soares       | Robert Lindstedt Daniel Nestor       | 5:7, 7:6(7), 10–4     |
| Finalista     | 9.  | 12 maja 2013         | Madryt             | Ceglana        | Bruno Soares       | Bob Bryan Mike Bryan                 | 2:6, 3:6              |
| Finalista     | 10. | 16 czerwca 2013      | Londyn             | Trawiasta      | Bruno Soares       | Bob Bryan Mike Bryan                 | 6:4, 5:7, 3–10        |
| Zwycięzca     | 8.  | 22 czerwca 2013      | Eastbourne         | Trawiasta      | Bruno Soares       | Colin Fleming Jonathan Marray        | 3:6, 6:3, 10–8        |
| Finalista     | 11. | 21 lipca 2013        | Hamburg            | Ceglana        | Bruno Soares       | Mariusz Fyrstenberg Marcin Matkowski | 6:3, 1:6, 8–10        |
| Zwycięzca     | 9.  | 11 sierpnia 2013     | Montreal           | Twarda         | Bruno Soares       | Colin Fleming Andy Murray            | 6:4, 7:6(4)           |
| Finalista     | 12. | 8 września 2013      | US Open, Nowy Jork | Twarda         | Bruno Soares       | Leander Paes Radek Štěpánek          | 1:6, 3:6              |
| Zwycięzca     | 10. | 27 października 2013 | Walencja           | Twarda (hala)  | Bruno Soares       | Bob Bryan Mike Bryan                 | 7:6(3), 6:7(1), 13–11 |
| Finalista     | 13. | 3 listopada 2013     | Paryż              | Twarda (hala)  | Bruno Soares       | Bob Bryan Mike Bryan                 | 3:6, 3:6              |
| Finalista     | 14. | 4 stycznia 2014      | Ad-Dauha           | Twarda         | Bruno Soares       | Tomáš Berdych Jan Hájek              | 2:6, 4:6              |
| Finalista     | 15. | 11 stycznia 2014     | Auckland           | Twarda         | Bruno Soares       | Julian Knowle Marcelo Melo           | 6:4, 3:6, 5–10        |
| Finalista     | 16. | 16 marca 2014        | Indian Wells       | Twarda         | Bruno Soares       | Bob Bryan Mike Bryan                 | 4:6, 3:6              |
| Zwycięzca     | 11. | 15 czerwca 2014      | Londyn (Queen's)   | Trawiasta      | Bruno Soares       | Jamie Murray John Peers              | 4:6, 7:6(4), 10–4     |
| Finalista     | 17. | 21 czerwca 2014      | Eastbourne         | Trawiasta      | Bruno Soares       | Treat Huey Dominic Inglot            | 5:7, 7:5, 8–10        |
| Finalista     | 18. | 20 lipca 2014        | Hamburg            | Ceglana        | Bruno Soares       | Marin Draganja Florin Mergea         | 4:6, 5:7              |
| Zwycięzca     | 12. | 10 sierpnia 2014     | Toronto            | Twarda         | Bruno Soares       | Ivan Dodig Marcelo Melo              | 6:4, 6:3              |
| Zwycięzca     | 13. | 3 maja 2015          | Monachium          | Ceglana        | Bruno Soares       | Alexander Zverev Mischa Zverev       | 4:6, 6:1, 10–5        |
| Finalista     | 19. | 14 czerwca 2015      | Stuttgart          | Trawiasta      | Bruno Soares       | Rohan Bopanna Florin Mergea          | 7:5, 2:6, 7–10        |
| Finalista     | 20. | 27 września 2015     | Petersburg         | Twarda (hala)  | Julian Knowle      | Treat Huey Henri Kontinen            | 5:7, 3:6              |
| Zwycięzca     | 14. | 1 listopada 2015     | Bazylea            | Twarda (hala)  | Bruno Soares       | Jamie Murray John Peers              | 7:5, 7:5              |
| Finalista     | 21. | 8 stycznia 2016      | Doha               | Twarda         | Philipp Petzschner | Feliciano López Marc López           | 4:6, 3:6              |
| Finalista     | 22. | 14 lutego 2016       | Rotterdam          | Twarda (hala)  | Philipp Petzschner | Nicolas Mahut Vasek Pospisil         | 6:7(2), 4:6           |
| Finalista     | 23. | 27 lutego 2016       | Acapulco           | Twarda         | Philipp Petzschner | Treat Huey Maks Mirny                | 6:7(5), 3:6           |
| Finalista     | 24. | 19 czerwca 2016      | Halle              | Trawiasta      | Łukasz Kubot       | Raven Klaasen Rajeev Ram             | 6:7(5), 2:6           |
| Finalista     | 25. | 24 lipca 2016        | Waszyngton         | Twarda         | Łukasz Kubot       | Daniel Nestor Édouard Roger-Vasselin | 6:7(3), 6:7(4)        |
| Finalista     | 26. | 30 kwietnia 2017     | Barcelona          | Ceglana        | Philipp Petzschner | Florin Mergea Aisam-ul-Haq Qureshi   | 4:6, 3:6              |
| Zwycięzca     | 15. | 1 października 2017  | Shenzhen           | Twarda         | Rajeev Ram         | Nikola Mektić Nicholas Monroe        | 6:3, 6:2              |
| Finalista     | 27. | 11 lutego 2018       | Sofia              | Twarda (hala)  | Nikola Mektić      | Robin Haase Matwé Middelkoop         | 7:5, 4:6, 4–10        |
| Finalista     | 28. | 25 lutego 2018       | Rio de Janeiro     | Ceglana        | Nikola Mektić      | David Marrero Fernando Verdasco      | 7:5, 5:7, 8–10        |
| Zwycięzca     | 16. | 14 kwietnia 2018     | Marrakesz          | Ceglana        | Nikola Mektić      | Benoît Paire Édouard Roger-Vasselin  | 7:5, 3:6, 10–7        |
| Finalista     | 29. | 6 maja 2018          | Monachium          | Ceglana        | Nikola Mektić      | Ivan Dodig Rajeev Ram                | 3:6, 5:7              |
| Zwycięzca     | 17. | 13 maja 2018         | Madryt             | Ceglana        | Nikola Mektić      | Bob Bryan Mike Bryan                 | 5:3 krecz             |